# Hydraecia
Hydraecia là một chi bướm đêm thuộc họ Noctuidae.

## Các loài
- Hydraecia arnymai (Dyar, 1913)
- Hydraecia burkhana (Alphéraky, 1892)
- Hydraecia columbia (Barnes & Benjamin, 1924)
- Hydraecia immanis Guenée, 1852
- Hydraecia intermedia (Barnes & Benjamin, 1924)
- Hydraecia lampadifera Walker, 1865
- Hydraecia medialis Smith, 1892
- Hydraecia micacea – Rosy Rustic (Esper, 1789)
- Hydraecia mongoliensis Urbahn, 1967
- Hydraecia naxiaoides Moore, 1867
- Hydraecia nordstroemi Horke, 1952
- Hydraecia obliqua (Harvey, 1876)
- Hydraecia osseola Staudinger, 1882
- Hydraecia pallescens Smith, 1899
- Hydraecia perobliqua Hampson, 1910
- Hydraecia petasitis – Butterbur Doubleday, 1847
- Hydraecia songariae (Alphéraky, 1882)
- Hydraecia stramentosa Guenée, 1852
- Hydraecia terminata Varga & Ronkay, 1991
- Hydraecia ultima Holst, 1965
- Hydraecia ximena (Barnes & Benjamin, 1924)

## Hình ảnh

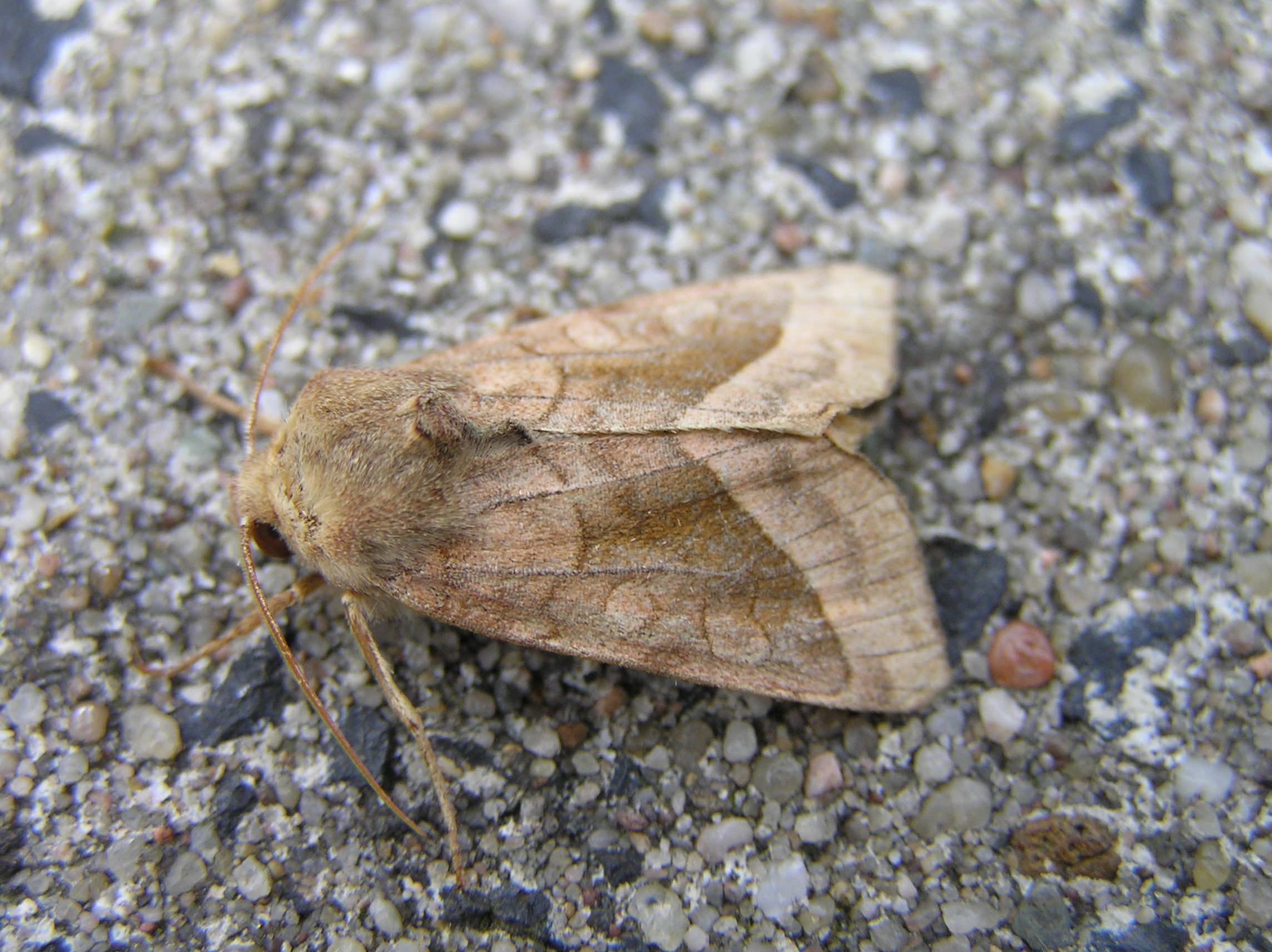
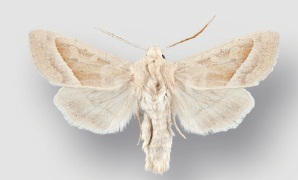
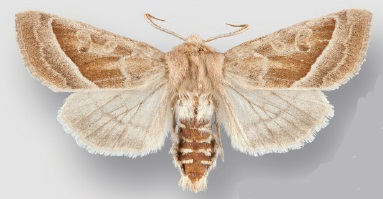
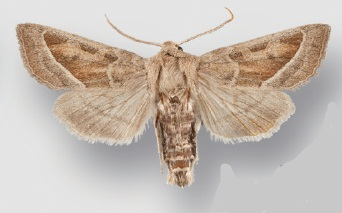